# 白い恋人 (サニーデイ・サービスの曲)
「白い恋人」（しろいこいびと）は、1997年2月12日に発売されたサニーデイ・サービス通算6作目のシングル。

## 解説
「白い恋人」は1997年1月リリースのアルバム『愛と笑いの夜 –a Night of Love & Laughter–』からのリカット。エンディングがアルバム収録のオリジナルより早くフェード・アウトする。後に曽我部恵一は「今聴くとアルバムの中でもけっこういい曲なんじゃないかな。これもスタジオの中でレコーディングしている最中に作ったんだと思います。この曲は燃え上がる情熱をその一瞬で焼き尽くすような、恋愛の盛り上がりを音で表現しました。それがサビでうまく言い合わせているんじゃないかと思います」と話している。2013年リリースの2枚組ベスト・アルバム『サニーデイ・サービス BEST 1995-2000』にはエンディングがそのまま残された、次曲とクロス・フェードしないアルバム・バージョンが収録された。
「都会」はアルバム未収録。『愛と笑いの夜』が全部終わったあと、スタジオが二日ほど空いていたのでシングル用になにかやろうということで録ったもので曽我部曰く“完全なデッチ上げ”だという。後にミディ在籍時の楽曲を網羅した完全生産限定コンプリート・ボックス・セット『“MIDI” COMPLETE BOX』の『アルバム未収録曲集 I』に収録されたほか、1997年10月リリースのFM802ヘヴィー・ローテーション・アーティストの楽曲を中心に編集したコンピレーション・アルバム『HIT RADIO 802』には、「都会 (Version#2)」が収録された。

## パッケージ、アートワーク
初回盤のみ限定カラー・ピクチャー・ディスク仕様。

## 収録曲
| 全作詞・作曲: 曽我部恵一、全編曲: サニーデイ・サービス。 |              |            |            |      |
| #                                                        | タイトル     | 作詞       | 作曲・編曲 | 時間 |
| 1.                                                       | 「白い恋人」 | 曽我部恵一 | 曽我部恵一 | 3:46 |
| 2.                                                       | 「都会」     | 曽我部恵一 | 曽我部恵一 | 3:27 |
| 合計時間:                                                | 合計時間:    | 7:13       |            |      |

## クレジット
| Produced by 曽我部恵一                                      |
| Engineered by 中村文俊 at SOUND aLIVE                       |
| Assistant Engineer : 千葉昭夫                               |
|                                                             |
| SUNNY DAY SERVICE are                                       |
| 曽我部恵一 (Vocal, Guitar)                                  |
| 田中貴 (Bass)                                               |
| 丸山晴茂 (Drums)                                            |
|                                                             |
| Additional Players                                          |
| 高野勲 (Piano and Hammond on track1, Programming on track2) |
| 宇佐美慶洋 (Tambourine on track1)                           |
| テディ熊谷 (Sax on track2)                                  |
|                                                             |
| Director : 渡邊文武                                         |
| Photographer : 坂本正郁                                     |
| Sleeve Design : 小田島等 (FD design)                        |
| Executive Producer : 大蔵博                                 |

## リリース日一覧
| 地域 | リリース日    | レーベル     | 規格 | カタログ番号 | 備考                                           |
| ---- | ------------- | ------------ | ---- | ------------ | ---------------------------------------------- |
| 日本 | 1997年2月12日 | RHYME ⁄ MIDI | CD   | MDCS-1006    | 初回盤のみ限定カラー・ピクチャー・ディスク仕様 |